# A Determinism of Morality
A Determinism of Morality es el tercer álbum de la banda de post-metal Rosetta. El álbum salió el 25 de mayo de 2010 a través de la discográfica Translation Loss Records. La canción Je n'en connais pas la fin se traduce como No conozco el final.

## Listado de canciones
1. Ayil - 4:59
2. Je n'en connais pas la fin - 6:49
3. Blue Day for Croatoa – 6:37
4. Release - 5:36
5. Revolve - 6:43
6. Renew – 6:09
7. A Determinism of Morality – 10:51

## Miembros
- Michael Armine - edición de sonido, voz
- David Grossman - bajo
- Bruce McMurtrie Jr. - batería
- J. Weed Matthew - guitarra eléctrica